# Krasnosilka, Radomîșl
Krasnosilka (în ucraineană Красносілка) este un sat în comuna Krasnobirka din raionul Radomîșl, regiunea Jîtomîr, Ucraina.

## Demografie
Componența lingvistică a localității Krasnosilka
     Ucraineană (97,62%)
     Rusă (2,38%)
Conform recensământului din 2001, majoritatea populației localității Krasnosilka era vorbitoare de ucraineană (97,62%), existând în minoritate și vorbitori de rusă (2,38%).